# Стеван Дојчиновић
Стеван Дојчиновић (Крушевац, 1985) јесте српски истраживачки новинар и уредник. Познат је по раду на темама организованог криминала, корупције и злоупотребе моћи у Србији и региону Западног Балкана. Оснивач је и главни уредник мреже КРИК (Мрежа за истраживање криминала и корупције) и регионални уредник међународног пројекта OCCRP (Organized Crime and Corruption Reporting Project).

## Биографија
Стеван Дојчиновић је истраживачку каријеру започео у OCCRP, коме је потом партнер у Србији постао Центар за истраживачко новинарство Србије (ЦИНС) у којем Дојчиновић постаје уредник. Након тога наставио је рад као истраживач и репортер на темама финансијског криминала, нарко-картела, политичке корупције и прања новца.  
Године 2015. основао је КРИК, мрежу за истраживање криминала и корупције, са циљем да повећа транспарентност јавних институција и разобличи повезаност криминалних група са властима у Србији.
Поред рада у Србији, учествовао је у бројним међународним истраживањима, укључујући пројекте попут „Панамских папира” и „Пандора папира”, сарађујући са новинарима широм света у откривању веза између организованог криминала, бизниса и политике.
Дојчиновићева организација је покренула пројекат Просуди ко суди, у коме се наводе профили, имовинска карта и подаци из каријере преко 50 српских судија. Судија апелационог суда Душанка Ђорђевић је парнично и кривично тужила Дојчиновића због наводне повреде приватности и наводног малициозног довођења у везу са криминалним активностима.
Због свог рада, Дојчиновић је био изложен притисцима, укључујући кампање дискредитације у провладиним медијима, претње и забрану уласка у одређене земље. У децембру 2019. године власти Уједињених Арапских Емирата су му забраниле улазак пред учешће на конференцији УН о борби против корупције. Претходно је био депортован из Русије, где се упутио да одржи предавање о истраживачком новинарству.

## Награде и признања
- Награда за истраживачко новинарство Југ Гризељ (2012)
- Knight International Journalism Award (ICFJ, 2019)
- Укључен на листу „100 хероја информација” Репортера без граница (2014)
- Награда за истраживачко новинарство Дејан Анастасијевић, друго место (2024)

## Дела
- „Шарић – како је балкански кокаински картел освојио Европу” (књига, 2014)